# Tora Torbergsdatter
Tora Torbergsdatter (1025 — ano de morte desconhecido: fl. 1066) foi rainha consorte da Noruega como a segunda esposa de Haroldo Hardrada. Foi mãe de dois reis da Noruega. É possível, mas não confirmado, de que também teria sido a rainha da Dinamarca ou da Suécia.

## Família
Nasceu em Giske, Møre og Romsdal, na Noruega. Pertencia aos Giskeætten, uma família poderosa de Giske, em Sunnmøre. Era filha de Torberg Arnesson (ca. 1000-1050) e de Ragnhild Erlingsdatter, neta materna de Erlingr Skjálgsson e sobrinha de Finn Árnasson e Kálfr Árnason.

## Biografia
Casou-se com o rei Haroldo Hardrada da Noruega em 1048. O casamento pode ser largamente explicado pela política e pela construção de alianças. Os chefes da família Giske desempenharam um papel fundamental na política de poder da Noruega. A relação entre a Tora e seu marido criou fortes laços com a família real. Tornou-se a mãe de ambos os reis Olavo Kyrre e Magno Haraldsson.
O rei Haroldo tinha se casado anteriormente com Isabel durante o inverno de 1043-44. O casamento prévio entre o rei e Isabel só é documentado pelo poeta da corte Stuv den blinde (Stúfr inn blindi Þórðarson kattar). Não há outra documentação restante sobre sua estada na Noruega. Por isso, é possível que Isabel ficou em Quieve, ou que tenha morrido em seu caminho ao país. No entanto, isso significaria que as filhas de Haroldo, Ingegerda e Maria, que são atribuídas a ela, devem ter sido de Tora. Isto não é considerado provável, como Maria estava noiva de Eystein Orre, que seria seu tio se ela tivesse sido a filha de Tora. Por isso, é possível que Tora era concubina de Haroldo. It is therefore possible that Tora was Harald's concubine.
Em 1066, Haroldo invadiu a Inglaterra, onde morreu. A tradição diz que Isabel e suas filhas seguiram Haroldo à Inglaterra, onde Maria morreu, como é dito, com a notícia da morte de seu pai. Depois, Isabel e sua segunda filha Ingegerda voltou ao país com a frota norueguesa. Isabel foi hospedada ficado nas ilhas Órcades durante esta viagem. No entanto, a mais antiga das sagas afirmam que foi Tora e não Isabel que acompanhou Haroldo na viagem, o que é considerado mais provável, já que era a prima de Thorfinn Sigurdsson, Jarl de Órcades.
De acordo com Adão de Bremen, a mãe do rei Olavo Kyrre se casou de novo, fosse com o rei Sueno II da Dinamarca ou um rei sueco não identificado (possivelmente Haakon, o Vermelho), como uma viúva, mas isso não está confirmado.Também é desconhecido se isto se refere à mãe real de Olavo Kyrre, o que significaria Tora Torbergsdatter, ou sua madrasta, o que significaria Isabel.